# فرودگاه اسکونتنا
فرودگاه اسکونتنا (به انگلیسی: Skwentna Airport) یک فرودگاه همگانی بهره‌برداری هوایی با کد یاتا SKW است که یک باند فرود شن دارد و طول باند آن ۱۰۳۶ متر است. این فرودگاه در کشور ایالات متحده آمریکا قرار دارد و در ارتفاع ۴۵ متری از سطح دریا واقع شده است.